# Пенфил
Пенфил (др.-греч. Πένθιλος), согласно поэту Кинефону, — сын Ореста от Эригоны.
Отец Эхела (Страбон пишет это имя как Архелай) и Дамасия. Занял остров Лесбос. Наследовал Оресту после его кончины в Аркадии, дошел до Фракии через 60 лет после троянской войны. Около Авлиды снаряжался эолийский флот, который сыновья Ореста отправляли в Азию. Беотийцы оказали содействие Пенфилу и его спутникам в устройстве эолийской колонии. Согласно другому источнику, рать к Тенедосу привел сам Орест, либо дети Ореста осели около Лесбоса на 15-м году после вторжения Гераклидов. О поселении на Лесбосе упоминает Дион Хрисостом. «Свойством с родом Атреевым» гордился Питтак.
На Лесбосе господствовал дом Пенфилидов, царь Пенфил был убит заговорщиками. Возможно, Аристотель говорит не о самом Пенфиле, а о его потомке.